# Majnhard I.
Majnhard III. Goriški  (Majnhard I. Tirolski) (* približno 1193/1194, † 22. julij 1258) je izhajal iz družine  Majnhardincev in je bil Goriški grof (1220 – 1258) in grof  Tirolske (1253 – 1258), kot tudi odvetnik (“Vogt”) v Tridentu, Briksnu in Boznu.

## Življenje
Njegova starša sta bila  grof Engelbert III. Goriški in grofica Matilda Andeška, hči Istrskega mejnega grofa Bertolda III. Andeškega  († 1188). Majnhardova žena Adelajda je bila hči grofa Alberta IV. Tirolskega. Ta zakonska zveza je bila odločilna za to, da so Goriški grofje pridobili Tirolsko, saj Tirolski grof Albert IV. ni imel moškega potomca, Adelajdina sestra Elizabeta pa je umrla brez otrok. 
Novembra 1234 je v Čedadu oglejski patriarh Bertold (ki je bil kot Bertold V. Andeški Majnhardov stric) Majnhardu notarsko potrdil pravice dohodkov od spremstva, carine in cestnine preko prelaza Kreuzberg (Plöckenpaß) . To je bila ena od ekonomsko najpomembnejših pogodb v času njegovega vladanja. Najkrajšo povezavo med severno in južno posestjo Goriških je podprl z dokaj visokimi dohodki. Majnhard III. je kot prihodnji dedič tesno skupno deloval in sodeloval  s svojim tastom, grofom Albertom III. Tirolskim, kar dokazujejo skupaj pečateni dokumenti.
Majnhard je bil pristaš stranke Staufovcev. Cesar Friderik II. Hohenstaufen ga je junija 1248 imenoval za generalnega kapitana  Štajerske, nakar je bil 20. januarja 1250 v Gradcu imenovan kot upravitelj (glavar)  Avstrije. Poskušal je osvojiti prevlado na Koroškem, a je bil s svojim zaveznikom in tastom grofom Albertom III. Tirolskim jeseni leta 1252 v Greifenburgu na severu Koroške premagan od koroškega vojvode Bernarda in njegovega sina Filipa, salzburškega izvoljenega nadškofa. Oblegala sta grad Greifenburg, ki je bil eksklava Spanheimov. Pri tem niso bili uspešni saj jih je 8. septembra nadškofova vojska premagala. Med krvavo bitko sta bila Albert in Majnhard ujeta. 27. decembra 1252 je bil v Lieserhofenu blizu Špital ob Dravi sklenjen mir, ki je bil za Majnharda uničujoč: 
•	Meinhardova sinova, Majnhard IV, in Albert I., sta bila kot talca za izpolnjevanje mirovnih določil zaprta na gradu Hohenwerfen v Salzburgu. (Majnhard IV. je bil takrat star približno 14 let in naj bi bil ponovno izpuščen do leta 1258/59.)
•	Majnhhard III. je moral Filipu plačati odškodnino v višini 4900  mark srebra.
•	Goriško-Tirolski so morali Filipu odstopiti pomembne posesti na Zgornjem Koroškem.
•	Grofica Uta Tirolska, žena Alberta III., se je morala odreči pravici do gospostva v Mittersillu , pa tudi gradu in gospostvu Virgen . (Vendar je bil Virgen kasneje podeljen dedičem Alberta III.)
•	Matrei so morali vrniti  Salzburgu.
•	Grad Oberdrauburg je prišel pod Salzburg.
Majnhard III.  je julija 1253 skupaj s svojim svakom, grofom Gebhardom Hirschberškim, po smrti Alberta III. Tirolskega prevzel svoj del podedovane posesti. 10. novembra 1254 sta se v Meranu dogovorila o delitvi tirolske dediščine, grof Majnhard je dobil južno posest, vključno s pripadajočimi območji na Koroškem in Furlaniji.   Julija 1254 je prejel Tridentinski fevd, ki ga je imela do izumrtja leta 1248 glavna veja grofov (Eppan-) Ulten, maja 1256 pa fevd same Tridentinske škofije. Tako je imel Majnhard glavno posest grofov (Eppan-) Ulten in Tirolskih združeno v svojih rokah. Od leta 1256 se pojavlja v dokumentih večinoma z naslovom Grof Majnhard Goriški (III.) in Tirolski (I.).
Umrl je januarja ali februarja 1258 in je bil pokopan na gradu Tirol in pozneje prenesen v goriški hišni samostan Stams.

## Družina
Majnhard se je poročil pred septembrom 1237 z Adelheid († okt. / Nov. 1278), hčerko grofa Alberta III. Tirolskega († 1253). Majnhard je bil v času te poroke starejši od 40 let, ni pa znanih virov o morebitni prejšnji prvi poroki.
Potomstvo:
V zakonu sta imela tri otroke:
- Adelajda Goriška, (* po letu 1241; † 1291), ∞ Friderik I.Ortenburški, / Koroški († 28. marec 1304)
- Majnhard IV.  (* 1239/1240; † 30. oktober 1295), grof Tirolske in Goriške (IV.)
- Albert I. (* 1240/1241; † začetek septembra 1304), goriški in tirolski grof